# Gabrielle Zevin
Gabrielle Zevin (New York, 1977. október 24. –) amerikai író, forgatókönyvíró.

## Írásai
Zevin első regénye, az Elsewhere 2005-ben jelent meg. A könyvet jelölték a 2006-os Quill-díjra, elnyerte a Borders Original Voices díjat, valamint bekerült egy válogatásba a Barnes & Noble könyvklubjába. Ezt a könyvet már több mint húsz nyelvre fordították le.
2007-ben Zevint jelölték az Independent Spirit díjra a Legjobb első forgatókönyv kategóriában a Conversations with Other Women című filmhez, amelyben Helena Bonham Carter és Aaron Eckhart szerepelt, a filmet Hans Canosa rendezte.
2014-ben nyolcadik regénye, az Egy könyvmoly regényes élete („The Storied Life of A.J. Fikry”) felkerült a The New York Times bestseller listájára.

## Magánélete
Zevin a Harvard Egyetemen végzett 2000-ben, angol nyelvből és amerikai irodalomból diplomázott. Los Angelesben él.
Zevin apja orosz-zsidó származású amerikai, édesanyja koreai.

## Művei

### Felnőtteknek
- Young Jane Young (2017)
- The Storied Life of A.J. Fikry (2014)
  - Egy könyvmoly regényes élete; ford: Ballai Mária; Magnólia, Budapest, 2014
- The Hole We're In (2010)
- Margarettown (2005)

### Fiatal felnőtteknek

#### Önálló kötetek
- Memoirs of a Teenage Amnesiac (novel) (2007)
- Elsewhere (2005)
- Tomorrow, and Tomorrow, and Tomorrow (2022)
  - Világépítők; fordította: Varga Krisztina; Magnólia, Budapest, 2022

#### Anya Balanchine sorozat
- In the Age of Love and Chocolate (2013)
- Because It Is My Blood (2012)
- All These Things I've Done (2011)

## Interjúk
- "Interjú: Gabrielle Zevin" Teenreads.com, Memoirs of a Teenage Amneziac, 09/07 Archiválva 2018. január 23-i dátummal a Wayback Machine-ben
- "Interjú: Gabrielle Zevin" Teenreads.com Elsewhere, 09/30/05 Archiválva 2018. január 23-i dátummal a Wayback Machine-ben
- "Interjú: Gabrielle Zevin", Bildungsroman, 1/28/08
- "Interjú: Gabrielle Zevin", Estella's Revenge, 9/1/07
- Seven Impossible Interviews Before Breakfast #55 (Winter Blog Blast Tour edition): Gabrielle Zevin, 11/9/07